# Muhàmmad Said Paixà d'Egipte
Muhàmmad Saïd Paixà (àrab: محمد سعيد باشا, Muḥammad Saʿīd Bāxā) (1822-1863) fou governant (virrei hereditari) d'Egipte nominalment sota sobirania otomana, fill de Muhàmmad Alí Paixà.
Als 9 anys (1831) el seu pare ja el va enviar a Istanbul per negociar l'import del tribut a la Porta. Abbas Hilmi Paixà que va governar del 1849 al 1854 va intentar canviar l'orde successori acordat pel firman imperial de 1841 (que estipulava la successió pel descendent més vell de la família de Muhàmmad Alí) en favor de la pròpia descendència (el seu fill Ilhami Paixà); quan va morir el 13 de juliol de 1854 la seva mort fou ocultada per un temps, però Muhammad Said va aconseguir imposar-se i recollir la successió que li pertanyia.
Més dèbil que el seu oncle fou influït pels europeus, i va acceptar la proposta de Ferdinand de Lesseps per la construcció del canal de Suez i n'hi va donar la concessió (1854, confirmada el 1856). El 1854 va crear la banca d'Egipte i una companyia de navegació i transport fluvial, i el 1857 una de navegació comercial. Va promulgar la primera llei de terres i propietat immobiliària (1858), en què quedava abolit el monopoli de l'estat sobre la producció agrícola. Va acabar el ferrocarril entre Alexandria i el Caire. El 1859 van començar les obres del canal i van durar uns deu anys; el port de l'extrem nord del canal va rebre el seu nom (Port Saïd).
Va donar el govern del Sudan al príncep Halim. Va visitar Khartum el 1857 i va voler abolir l'esclavatge però les ràtzies van continuar tot i la prohibició que va establir. Va enviar vuit mil homes a la guerra de Crimea en favor del sultà otomà i va donar suport a Napoleó III en la seva política mexicana (va enviar un batalló a Mèxic).
Va morir a Alexandria el 17 de gener de 1863. El seu hereu Àhmad Rifaat s'havia ofegat el 1858 a Kafr el-Zayyat quan el tren en el que viatjava va descarrilar i va caure al Nil; llavors el seu nebot Ismaïl va ocupar el lloc d'hereu presumpte i el 1861 el va nomenar comandant en cap de l'exèrcit. A la mort de Said el nebot Ismaïl Paixà el va succeir sense problemes.
Es va casar dues vegades. Primera dona: angie Hanem Fill de la primera esposa: Ahmed Sherif Basha segona esposa: Malek haver Hanem Sons de segona esposa: Mohamed Toson Basha, Mahmoud Basha
Ara hi ha un membre del seu llinatge de la família és el príncep Mohammed Farouk Sharif és el net gran Ahmed Sherif Basha fill de Mohamed Said Pasha i ara està vivint a Alexandria